# ザ・ブラックカンパニー
『ザ・ブラックカンパニー』は、江上剛による日本の小説。『小説宝石』2014年11月号から2015年8月号まで連載され、2015年11月17日に光文社より単行本が刊行された。"ビッグ"になることを夢見てハンバーガーショップをチェーン展開する会社に就職した青年が、社長の甘言につられ過重労働や経費の自己負担などを繰り返すうちに疑問を抱き、会社が成長するために本当に良いこととは何かを模索し奮闘する様を描く。
2018年2月に工藤阿須加の主演でテレビドラマ化された。

## あらすじ
水野剛太は、たまたま入ったハンバーガーショップ「ヤンキーバーガー」で社長の尾関に誘われ、正社員として働くこととなった。鬼教官・猪瀬による地獄の特訓を同期入社の如月と共に乗り越え、ヤンキーバーガーA駅前店に配属される。店長の大溝やアルバイトのミドリらと毎日忙しく働き、充実した日々を送っていたが、大溝が店内で掃除中に心不全のため死亡。かわりに剛太が次の店長に任命される。別の店舗で働いていた如月もアシスタントマネージャーとして異動することになり、二人で手探り状態で原価管理や売り上げ予測、発注やバイト管理などの業務をこなしていく。剛太は連日連夜の激務で疲弊していくが、これがヤンキーバーガーを愛していた大溝への供養になると信じ働き続けた。
そんなある日、大溝の母である喜美子が店を訪れ、息子の過労死の裁判を起こすので協力して欲しいと言う。返答に困っていると玲子が現れ、大溝が愛していたヤンキーバーガーがブラック企業として世間から叩かれてもいいのか、と喜美子を追い返してしまう。その様子を見ていた如月は喜美子に協力すべきだと剛太に訴えるが、剛太は玲子の言い分が正しいとして聞く耳を持たない。同じ頃、ハンバーガーに異物が混入していたことをSNSで拡散され、店は大ダメージを被る。剛太の機転によりなんとか持ちこたえたものの、損害は他店舗にも及んでいた。店が窮地であるにもかかわらず、喜美子に協力し過労死を告発するビラを配っている如月と口論となり、問題から目を逸らしているだけのあなたは卑怯だと言われ、剛太はついカッとなって如月を殴ってしまう。そんな折、本社からも呼び出しがあり、喜美子に協力しないよう言われ、賠償金を請求すると脅され暴力までふるわれたが如月は決して首を縦に振らなかった。
裁判の当日、如月の真剣な証言を聞き、初めて剛太はヤンキーバーガーの経営姿勢に疑問を抱くようになる。さらに、如月からヤンキーバーガーの実際の経営権は海外のファンドが握っていると聞かされ、ヤンキーバーガーとお客様のために働いていたはずなのに、ファンドの利益のために働いていたのだと気づき愕然とする。尾関や玲子を店に呼び出し、大溝の過労死を認めて欲しいと改めて訴えるが、案の定激しく罵倒される。だが、その様子はすべてネットで中継されており、人々が店の周りに集まり抗議の声をあげていた。尾関はとうとう今までの行いを悔い、改めて一から出直すことを剛太たちに約束する。

## 登場人物
水野剛太（みずの ごうた）〈25〉
高校卒業後、仲間とロックバンドを結成しプロを目指し音楽専門学校に進んだが、うまくいかずバイトをしながらぶらぶらしている。
おふくろ
剛太の母親。剛太が中二の時に離婚し、以降は女手ひとつで剛太を育て、高校ばかりでなく音楽の専門学校にも通わせた。昼は弁当工場で働き、夜はビル清掃の仕事をしている。
伊藤碧（いとう みどり）
高校3年生。ヤンキーバーガーA駅前店のアルバイト。
尾関克也（おぜき かつや）
ヤンキーバーガー社長。3800万円のフェラーリに乗っている。
如月雅也（きさらぎ まさや）
剛太と同期入社。早稲田大学中退。引きこもりだったところを尾関に声を掛けられた。
木下藤夫（きのした ふじお）
ヤンキーバーガー人事部長。
菊川玲子（きくかわ れいこ）
ヤンキーバーガー社員。愛称はレイコドン。
猪瀬武雄（いのせ たけお）
研修担当部長。通称「鬼タケ」。元暴走族で、敵対するチームのリーダーだった尾関とタイマンで戦って敗れて以来、尾関に心酔し盲従している。
大溝末雄（おおみぞ すえお）
ヤンキーバーガーA駅前店店長。大学院卒。文学の研究者を目指していたが大学にポストがなく、私立高校の講師になったものの30歳でリストラされ、その後職を転々としヤンキーバーガーにたどり着いた。
大溝喜美子（おおみぞ きみこ）
大溝末雄の母親。夫と離婚し、一人で末雄を育てた。
倉田隆一（くらた りゅういち）
中学2年生。ハンバーガーに歯が入っていたとクレームを入れた。ネットでは名の知れた人物。

## 書誌情報
- ザ・ブラックカンパニー（2015年11月17日[2]、光文社、ISBN 978-4-334-91064-8）
- ザ・ブラックカンパニー（2017年12月7日[3]、光文社文庫、ISBN 978-4-334-91064-8）

## テレビドラマ
2018年2月4日から3月11日まで毎週日曜23:30 - 24:00にCS放送チャンネル「フジテレビTWO ドラマ・アニメ」で放映されたテレビドラマ。主演は工藤阿須加。工藤阿須加は本作が初の連続ドラマ主演作となる。
2018年8月21日から9月25日までフジテレビの「ブレイクマンデー24」枠で地上波放送された
。

### キャスト
- 水野剛太 - 工藤阿須加
- 如月雅也 - 岡山天音
- 菊川玲子 - MEGUMI
- 大溝末男 - 尾上寛之
- 猪瀬武雄 - 深水元基
- 伊藤碧 - 保紫萌香
- 倉田隆一 - 村上虹郎
- 大溝貴美子 - 高橋ひとみ
- 尾関克也 - 速水もこみち

### スタッフ
- 原作 - 江上剛『ザ・ブラックカンパニー』（光文社文庫）
- 脚本 - 阿久津朋子、ますもとたくや
- 演出 - 水田成英、岡野宏信、本間利幸
- 音楽 - 石田勝範
- 撮影 - 黒羽一也
- 編集 - 浦井真史
- 主題歌 - 雨のパレード『MARCH』（SPEEDSTAR RECORDS）[7]
- 弁護士監修 - 谷原誠（みらい総合法律事務所）
- プロデュース - 鹿内植
- プロデューサー - 郷田悠、浅野澄美
- 制作 - フジクリエイティブコーポレーション
- 制作著作 - フジテレビジョン

### 放送日程
| 各話     | 放送日  | 放送日  | 脚本           | 演出     |
| 各話     | CS      | 地上波  | 脚本           | 演出     |
| -------- | ------- | ------- | -------------- | -------- |
| episode1 | 2月04日 | 8月21日 | 阿久津朋子     | 水田成英 |
| episode2 | 2月11日 | 8月28日 | ますもとたくや | 水田成英 |
| episode3 | 2月18日 | 9月04日 | ますもとたくや | 岡野宏信 |
| episode4 | 2月25日 | 9月11日 | 阿久津朋子     | 岡野宏信 |
| episode5 | 3月04日 | 9月18日 | ますもとたくや | 本間利幸 |
| episode6 | 3月11日 | 9月25日 | 阿久津朋子     | 岡野宏信 |